# Textricella scuta
Textricella scuta är en spindelart som beskrevs av Forster 1959. Textricella scuta ingår i släktet Textricella och familjen Micropholcommatidae. Inga underarter finns listade i Catalogue of Life.